# Radio Recorders
Radio Recorders, Inc. fue un estudio de grabación estadounidense ubicado en Los Ángeles (California). Durante las décadas de 1940 y 1950, Radio Recorders fue uno de los estudios de grabación independientes más grandes del mundo. Entre los músicos notables que utilizaron Radio Recorders para realizar sus grabaciones se incluyen Billie Holiday, Charlie Parker, Sam Cooke, Jimmie Rodgers, Louis Armstrong, Mario Lanza, Patti Page, Elvis Presley, Jimi Hendrix, Frankie Yankovic, Frank Zappa, Paul Frees y The Carpenters, entre otros. En su mejor momento, el estudio fue considerado la mejor instalación de grabación de Los Ángeles, con dos estudios grandes y algunos más pequeños, así como instalaciones de masterización de discos. 

## Historia

### Radio Recorders
Fundada originalmente en 1933 en el número 932 de Western Avenue, Radio Recorders se estableció en 1949 en el 7000 de Santa Monica Boulevard. Durante las décadas de 1940 y 1950, Radio Recorders fue responsable de grabar las transcripciones de innumerables programas de radio, tanto de emisoras como locales, para su transmisión en diferido en los estados del Oeste de Estados Unidos. Debido a que esto ocurrió antes de que existiera la grabación en cinta magnética, las grabaciones se realizaban y reproducían desde discos de aluminio recubiertos de laca. El Estudio C era el centro neurálgico de Radio Recorders, contaba con al menos seis tornos de grabación y platos giratorios y un plato giratorio de reproducción "on-the-air" protegido por una barandilla para que no se golpeara mientras reproducía un programa al aire. Los tornos de grabación fueron montados sobre arena para evitar el ruido de los tranvías de Santa Mónica Boulevard. El estudio C podía gestionar varios programas a la vez, las 24 horas del día, y a menudo con un solo ingeniero de servicio. Las líneas telefónicas llegaban a todas las estaciones y redes importantes.
La mayoría de las grandes discográficas siguieron utilizando grabadoras de radio hasta bien entrada la década de 1960. RCA Victor, Columbia, Capitol y Decca utilizaron grabadoras de radio antes de construir sus propias instalaciones en la Costa Oeste y siguieron siendo la opción elegida por muchos sellos independientes y artistas, tanto populares como clásicos, desde Stravinsky hasta Elvis.
Radio Recorders también sirvió como estudio de grabación para la mayoría de los jingles comerciales de la época, y su dominio de este segmento de mercado se fortaleció en 1959 cuando su filial, MP-TV Services, adquirió los derechos de las bibliotecas de efectos de sonido, jingles y ayudas comerciales de Standard Radio Transcription, Inc.
En 1960, Radio Recorders se fusionó con Universal Recorders, ubicada en Hollywood Boulevard y construyeron un nuevo estudio en el 1441 de North McCadden Place, al que llamaron su División Sunset-Highland. Radio-Universal Recorders fue durante esta época el estudio de grabación más grande de los Estados Unidos. 

### Radio Recorders Annex
En 1946, Radio Recorders remodeló un antiguo almacén propiedad de la compañía discográfica RCA Victor ubicado en el 1032 de North Sycamore Avenue y lo transformó en un gran estudio con capacidad para aproximadamente cincuenta músicos. Este estudio era conocido como Radio Recorders Annex o, dentro de la industria, simplemente "The Annex", en honor a un estudio legendario que Victor había construido en el almacén en la década de 1930.

En 1965, el ingeniero de Radio Recorders, Thorne Nogar, compró The Annex y fundó su propio Annex Studios independiente, que atrajo a una distinguida clientela como estudio de servicio completo, incluida la masterización. Durante muchos años, Lawrence Welk pregrabó la música para su popular programa de televisión, convirtiéndose en su cliente más importante, además, en los años 1960 y 1970 Annex masterizó para sellos como Uni Records, GNP Crescendo Records, Dot Records y Ranwood Records, además de cortar las primeras impresiones del exitoso sencillo de Barbra Streisand "The Way We Were".
En enero de 1986, el estudio Record Plant abrió sus puertas en el local del Anexo. 

### Studio 56
A finales de la década de 1980, el estudio fue reabierto por Paul Schwartz como Studio 56. En aquella época grababan allí artistas como Guns & Roses, Sugar Ray, Toni Braxton, Brandy, No Doubt y otros. El documental Standing in the Shadows of Motown también se filmó parcialmente allí. Kenneth Crouch, Keith Crouch y Leon Sylvers eran los productores del estudio de grabación en ese momento.
En 2002, el estudio consiguió dos nuevos socios, Pride Hutchison y Michael Dumas, quienes le devolvieron la vida a las instalaciones bajo el nombre original de Radio Recorders, y en 2004, la ciudad de Los Ángeles instaló un cartel en la calle que describe la importancia histórica del sitio.
Entre 2002 y 2008, el estudio recibió muchos grandes proyectos y artistas, incluidos Natalie Cole, Dwight Yoakam, Lucinda Williams, Lil' Jon, Xzibit, Annie Lennox y muchos más.
La instalación cerró finalmente en 2008. En 2012 parte del edificio que albergó los Radio Recorders en Santa Mónica Boulevard fue destruido por un incendio.